# Maria Astrid de Luxemburgo
Maria Astrid Carlota Leopoldina Guilhermina Ingeborg Antonieta Isabel Ana Alberta (em francês: Marie-Astrid Charlotte Léopoldine Wilhelmine Ingeborg Antoinette Elisabeth Anna Alberta; Betzdorf, 17 de fevereiro de 1954) é uma princesa de Luxemburgo, filha mais velha do grão-duque João de Luxemburgo, e de sua esposa, a princesa Josefina Carlota da Bélgica. Maria Astrid é a esposa do arquiduque Carlos Cristiano da Áustria, neto do último imperador austríaco, Carlos I.
Seus padrinhos foram o rei Leopoldo III da Bélgica (seu avô materno) e Carlota de Luxemburgo (sua avó paterna).

## Candidata a noiva do príncipe Charles do Reino Unido
Durante sua educação secundária, como uma das poucas princesas solteiras europeias disponíveis de casas reinantes, Marie-Astrid foi considerada uma candidata ideal para o príncipe Charles do Reino Unido, Príncipe de Gales, na opinião de vários monarquistas; o que lhe daria a chance de ser a rainha consorte britânica.
Nos anos 70, a imprensa regularmente especulava um possível noivado entre os dois. O Daily Express chegou a escrever, em junho de 1977, que o casamento entre eles era iminente. É dito que o Papa Paulo VI evitou o casamento porque as crianças deles não poderiam ser educadas como católicas, uma vez que teriam que seguir a religião da Igreja Anglicana da família real britânica. Desde então, os boatos sobre Charles e Marie-Astrid foram considerados uma consequência das tentativas de revelar e detetar um vazamento no Conselho Privado do Reino Unido. Na realidade, um casamento entre um herdeiro aparente britânico e uma princesa romana católica é pouco prometedor, de acordo com o Ato de Estabelecimento de 1701.

## Educação
A princesa estudou em Luxemburgo e na Bélgica. Recebeu seu diploma de enfermeira registrada em 1974. Terminou a sua educação em 1977, com um certificado de enfermaria em medicina tropical do Instituto Príncipe Leopoldo. Desde 1970, ela tem sido a presidente da " Red Cross for Luxembourg Youth".

## Casamento e filhos
Em 6 de fevereiro de 1982, casou-se com seu primo de segundo grau Carlos Cristiano Maria Ana Rodolfo Antão Marcos d Aviano, Arquiduque da Áustria (nascido em 6 de fevereiro de 1954), mais conhecido como Christian, um filho do arquiduque Carl Ludwig da Áustria (quarto filho de Carlos I da Áustria) e da princesa Iolanda de Ligne, membro de uma proeminente família nobre belga. Eles tiveram cinco filhos:
- Maria Christine Anne Astrid Zita Charlotte da Áustria, (31 de julho de 1983), e casada com o Conde Rodolphe de Limburg-Stirum, desde 2008.
- Imre Emmanuel Simeon Jean Carl Marcus d'Aviano da Áustria, (8 de dezembro de 1985), casou-se com Kathleen Elizabeth Walker.
- Cristóvão Henri Alexander Maria Marcus d'Aviano da Áustria, (2 de fevereiro de 1988), casou-se com Adélaïde Drapé-Frisch.
- Alexandre Hector Maria Karl Leopoldo Marcus d'Aviano da Áustria, (26 de setembro de 1990), casou-se com Natacha Roumiantzeff-Pachkevitch.
- Gabriella Maria Pilar Yolande Joséphine Charlotte da Áustria, (26 de março de 1994), Casada com o Príncipe Henri de Bourbon-Parma.[2] Com descendência

A arquiduquesa vive com sua família fora dos holofotes da mídia. Mas ela ocasionalmente aparece em casamentos reais e em eventos similares.

## Títulos e estilos
- 17 de fevereiro de 1954 – 6 de fevereiro de 1982: Sua Alteza Real, a Princesa Maria Astrid de Luxemburgo, Princesa de Nassau, Princesa de Parma
- 6 de fevereiro de 1982 – até o momento: Sua Alteza Imperial e Real, a Arquiduquesa Maria Astrid da Áustria, Princesa Real da Hungria e Boêmia, Princesa de Luxemburgo, Princesa de Nassau, Princesa de Parma